# Liste der Monuments historiques in Ham-les-Moines
Die Liste der Monuments historiques in Ham-les-Moines führt die Monuments historiques in der französischen Gemeinde Ham-les-Moines auf.

## Liste der Objekte
| Bezeichnung       | Beschreibung | Standort                           | Kennzeichnung | Schutzstatus | Datum | Bild |
| ----------------- | --- | ---------------------------------- | ------------- | ------------ | ----- | ---- |
| Zwei Seitenaltäre | jeweils Retabel und Skulptur; Holz, farbig gefasst und vergoldet, 18. und 19. Jahrhundert                                                                                   | in der Kirche Saint-Nicaise (Lage) | PM08000742    | Inscrit      | 1972  |      |
| Hauptaltar        | Altartisch, Tabernakel, Retabel und Gemälde Kreuzabnahme; Holz, farbig gefasst, Marmor, Ölfarbe auf Leinwand, 19. und 20. Jahrhundert; das Altarbild nach Peter Paul Rubens | in der Kirche Saint-Nicaise (Lage) | PM08000741    | Inscrit      | 1972  |      |